# Font (Castellterçol)
La Font és una obra de Castellterçol (Moianès) inclosa a l'Inventari del Patrimoni Arquitectònic de Catalunya.

## Descripció
Font adossada a la paret de l'edifici del costat d'uns dos metres d'alçada. Està elaborada en obra vista. Reprodueix en relleu la forma de la torre fortificada d'un castell i al damunt tres sols descrivint un arc.

## Història
El municipi i l'antic gremi de paraires van fer servir des de molt antic un escut format per un castell i tres sols, però l'antiga documentació indica que el nom del terme deriva de Terçol, mort ja el 898, que va edificar el castell en terra de propietat o domini reial.